# Rudolf Troeltsch
Rudolf Josef Wilhelm Troeltsch (* 13. März 1870 in Augsburg; † 2. Juli 1950 in Staudach-Egerndach) war ein deutscher Generalstaatsanwalt und Autor.

## Leben
Troeltsch studierte Rechtswissenschaft in Erlangen und gehörte seit 1888 der Burschenschaft der Bubenreuther an. Er wurde promoviert. 1897 wurde er zunächst Rechtsanwalt in Augsburg. 1899 wurde er III. Staatsanwalt in Amberg. Seine weitere Laufbahn führte über München, Augsburg und 
Kempten, wo er 1910 Landgerichtsrat wurde. 1918 erfolgte die Beförderung im Titel und Rang zum Oberlandesgerichtsrat.
Nachdem Coburg 1920 zum Freistaat Bayern gekommen war, war er 1921 sechs Monate dort tätig, bevor er im Oktober 1921 I. Staatsanwalt beim Landgericht Augsburg wurde. 1925 war er Amtsgerichtsdirektor, 1927 Amtsgerichtspräsident und 1928 Oberstaatsanwalt am Oberlandesgericht Augsburg. 
Am 1. März 1930 wurde er dort Generalstaatsanwalt und wechselte nach Auflösung des Gerichts als solcher 1932 an das Oberlandesgericht Zweibrücken. 1935 wurde er in den Altersruhestand versetzt, den er in Staudach im Chiemgau verlebte.
Ein privates Interesse Troeltschs war die wilhelminische Flottenrüstung vor dem Ersten Weltkrieg. Nach Kriegsausbruch erschien sein Buch Deutschlands Flotte im Entscheidungskampf, mit dem er Laien den „modernen“ Seekrieg nahebringen wollte.

## Familie
Troeltsch entstammt einer Arztfamilie in Haunstetten. Sein älterer Bruder war der protestantische Theologe und Kulturphilosoph Ernst Troeltsch (1865–1923). Er hatte außerdem drei Schwestern. Von den Briefen, die er von seinem berühmten Bruder erhielt, ist nur noch eine einzige Postkarte aus dem Jahr 1914 erhalten.

## Werke
- Deutschlands Flotte im Entscheidungskampf. Eine Einführung der Laien in das Wesen des modernen Seekrieges. Mit zahlreichen Bildern u. Skizzen. Berlin, Mittler 1914. 151 Seiten.